# Site assessment
Con site assessment si indica lo studio preliminare del suolo inquinato per scegliere e pianificare la strategia più efficace di bonifica.
Le tecnologie di bonifica dei suoli richiedono la realizzazione di studi di site assessment, mirati alla identificazione dei seguenti parametri:
1. Caratterizzazione geologica dell'area con particolare riferimento all'equilibrio idrodinamico
2. Caratterizzazione pedologica con identificazione dei materiali costituenti gli strati di terreno
3. Identificazione dei livelli di posizionamento degli inquinanti
4. Caratterizzazione qualitativa e quantitativa dei contaminanti
5. Valutazione dei risultati e identificazione delle tecnologie di trattamento più idonee

## Fasi di intervento

### Caratterizzazione geologica
La caratterizzazione geologica consente di inquadrare l'area target in funzione del suo posizionamento idrogeologico mediante ricorso a cartografia geologica, generalmente su scala 1:100.000, presente presso i competenti Uffici Comunali di Pianificazione Territoriale.
Gli elementi determinanti riguardano la composizione e l'orientamento degli strati geologici e la collocazione degli acquiferi superficiali e sotterranei che intersecano l'area di possibile estensione dell'inquinamento.

### Caratterizzazione pedologica
L'analisi della composizione pedologica, condotta con tecnologie di laboratorio (gravimetria, analisi delle frazioni organiche, composizione chimico – fisica) o mediante consultazione di specifica cartografia tematica, consente di valutare il livello di interazione dei componenti organo – minerali del suolo con i composti inquinanti sversati, potendo prevedere, mediante appositi modelli diffusivi, il grado di dinamicità dell'inquinante nonché il possibile areale dello stesso.
In terreni sciolti con elevate frazioni sabbiose e di scheletro, gli elevati valori di permeabilità associati ad un vivace idronamismo consentono di ipotizzare areali di diffusione molto maggiori rispetto a terreni che presentano elevate percentuali argillose e organiche.

### Mappatura degli inquinanti
Circoscritta l'area interessabile al fenomeno di inquinamento, inizia la campagna di monitoraggio per la identificazione dei livelli pedo – geologici coinvolti nel fenomeno di inquinamento.
Si procede generalmente con l'identificazione di linee intersecanti nelle quali posizionare i punti di carotaggio, riportando il tutto su cartografia in scala 1.500.
La realizzazione delle introspezioni geopedologiche viene eseguita mediante carotaggi di profondità variabile a seconda della composizione e disposizione degli strati geologici e dell'altezza del livello di falda.
L'analisi macroscopica delle carote consente, nel caso di inquinamento da idrocarburi, l'identificazione macroscopica della profondità e dello spessore dello strato coinvolto nonché la profondità di questo dal piano campagna.
La localizzazione di questi punti consente di realizzare, lungo le linee e le intersezioni del reticolo di monitoraggio, un profilo stratigrafico relativo della profondità del fenomeno inquinante.

### Caratterizzazione dei contaminanti
L'analisi chimica dei campioni di terreno identificati nelle carote consente di identificare la composizione degli inquinanti e le interazioni con il sub strato organo – minerale.
La fase di campionatura risulta fondamentale al fine di evitare fenomeni di sovra o sottostima dei composti.
Le analisi prevedono generalmente una valutazione mediante tecnologia GC –MS, al fine di identificare i principali gruppi costituenti le miscele inquinanti, seguita da analisi cromatografiche in grado, con l'utilizzo degli opportuni standard interni, di valutarne la concentrazione espressa in ppm o ppb.
In caso di inquinamento da metalli pesanti si ricorre alle tecniche di indagine indicate quali plasma - fornetto a grafite e/o cessione acida secondo quanto indicato dalle apposite normative nazionali (CNR, ARPA) e/o internazionali (EPA).

### Scelta del trattamento
La lettura dei risultati consente di definire i seguenti parametri:
- Estensione dell'area di inquinamento
- Valutazione dell'areale mediante analisi di campioni di acqua di falda, ottenuti da piezometri opportunamente localizzati lungo il profilo idrodinamico a valle dell'area target
- Caratteristiche chimiche e fisiche dei composti inquinanti con particolare indicazione della capacità diffusiva nonché il potenziale livello di degradabilità degli stessi
- Identificazione delle tecniche (bioremediation, soil vapor extraction, ecc) e del livello di azione locale (trattamenti in – situ, off site, ecc) da impiegare nell'azione di decontaminazione
- Progettazione esecutiva del piano di disinquinamento e apertura del cantiere

## Applicazioni
La definizione e la realizzazione del site assessment risulta propedeutica a tutte le azioni di bonifica dei suoli contaminati; il maggior grado di dettaglio in questa fase consente una maggiore definizione delle problematiche e dei sistemi di trattamento utilizzabili consentendo l'ottimizzazione delle azioni e un maggior grado di definizione dei costi di intervento.
Lo svolgimento del site assessment viene generalmente affidato ad un team di esperti nei settori della geologia, pedologia, chimica e microbiologia ambientale, con ausilio di società specializzate in introspezioni geologiche ed analisi ambientali.
I costi della fase di valutazione iniziale variano notevolmente in base alla estensione areale e qualità degli inquinanti. Generalmente la percentuale varia dal 10 al 20% del costo totale di intervento.